# Olavus Alnander
Olavus Alnander, född 1639 i Horn socken, död februari 1702 i Kristbergs församling, var en svensk präst.

## Biografi
Olavus Alnander föddes 1639 på Älby i Horn socken. Han var son till bonden Måns Olofsson och Ingrid Tynnelsdotter. Alnander studerade vid gymnasiet och blev 1672 kollega i elementarklassen i Linköping. Han prästvigdes 23 mars 1673 och blev 7 november 1688 kyrkoherde i Kristbergs församling. Alnander avled i februari 1702 i Kristbergs socken.

### Familj
Alnander gifte sig första gången 19 juni 1689 med Gertrud Törling (1668–1698). Hon var dotter till kyrkoherden Magnus Axelsson och Rachel Planander i Kristbergs församling. De fick tillsammans barnen Elisabeth Alnander (född 1690), en son (1692–1692), kyrkoherden Johan Alnander (1694–1737) i Kimstads församling och Magnus Alnander (1697–1698).
Alnander gifte sig andra gången 13 augusti 1699 med Märta Rinman (1664–1756). Hon var dotter till kyrkoherden Ericus Rinman i Herrestads socken. De fick tillsammans barnen Anna Alnander (1701–1703) och Brita Greta Alnander (1702–1726) som var gift med inspektorn Axel Ollman på Fågelvik, Tryserums socken. Efter Alnanders död gifte Märta Rinman om sig med kyrkoherden Haqvinus Björling i Ringarums församling.